# Ganesh Prasad
Ganesh Prasad (n. 15 noiembrie 1876 – d. 9 martie 1935) a fost un matematician indian.
Specialitatea sa a constat în: teoria potențialului, a funcțiilor de o variabilă reală, seriile Fourier și teoria suprafețelor.
A studiat la universitățile din Cambridge și Göttingen, iar la întoarcerea în India a contribuit la dezvoltarea culturii și cercetării matematice în țara natală și a acordat o atenție deosebită și zonelor rurale.
A fost considerat părintele cercetării matematice indiene.
Cea mai valoroasă lucrare a sa este: A Treatise on Spherical Harmonics and the Functions of Bessel and Lame.